# Pammenes de Maratón

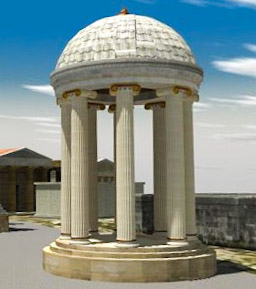
Reconstrucción del Templo de Roma y Augusto en la Acrópolis.

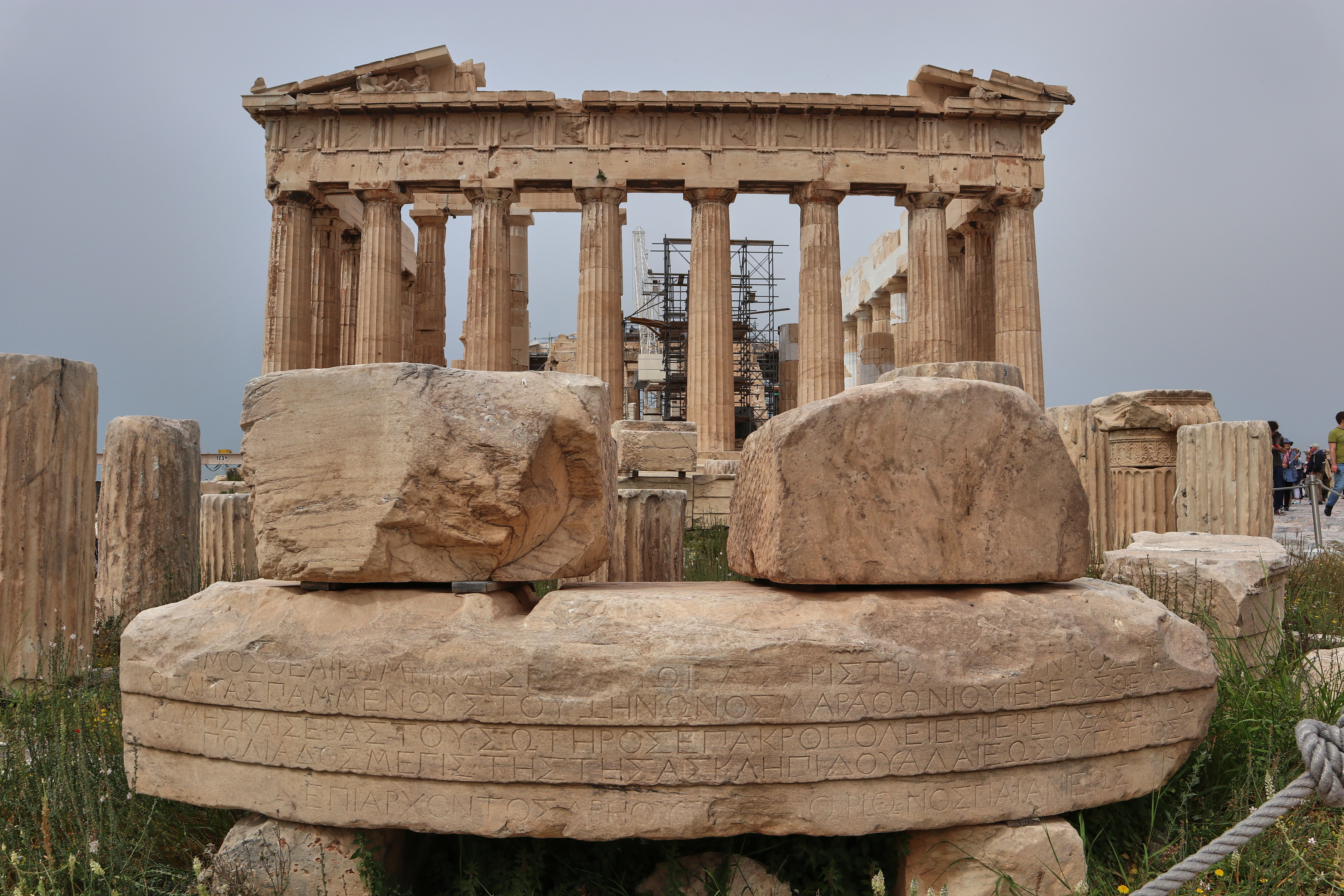
Inscripciones del Templo de Roma y Augusto, nombrando a Pammenes como Hoplita General y Sacerdote de Roma y Augusto.

Pammenes de Maratón (en griego antiguo: Παμμένης Ζήνωνος Μαραθώνιος, romanizado: Pammenēs Zēnōnos Marathōnios) fue un destacado estadista ateniense durante el comienzo del reinado de Augusto. Fue una figura clave en la introducción del culto imperial en Atenas: supervisó la construcción del Templo de Roma y Augusto en la Acrópolis y fue el primer sacerdote de Roma y Augusto en Atenas. Fue una de las tres figuras principales en Atenas en el período de Augusto, junto con Antípatro de Flia y Eucles de Maratón.

## Vida
Pammenes pertenecía a una familia que se había vuelto prominente en Delos controlada por Atenas en el siglo II a. C. y pertenecía a dos clanes sacerdotales, los Gephyraei y los Erysichthonidae. Estaban "profundamente implicados en la restauración de la religión ateniense a fines del siglo I a. C.". Su abuelo, también llamado Pammenes, fue arconte de Atenas en el 83/2 a. C. y su padre, Zenón, fue epimeletes (básicamente gobernador) de Delos y arconte en el 54/3 a. C. Zenón parece haber sido partidario de Marco Antonio en los años previos a la Batalla de Accio. El hermano de Pammenes, Zenón, fue arconte en el 13/12 a. C. En su vejez, la ciudad de Atenas honró a los dos hermanos erigiendo un grupo de estatuas.
En los años 30 a. C., Pammenes dirigió una embajada de Gephyraei a Delfos para obtener la aprobación de las reformas. Poco después de esto, ejerció tareas propias del agoranomos (administrador del mercado) y fue honrado por los comerciantes con una estatua, por su "excelencia y justicia" en este papel ( IG II 2 3493). Fue arconte en algún momento entre el 25/4 a. C. y el 22/1 a. C.
Participó en el establecimiento del culto imperial de Augusto en Atenas. En algún momento entre el 27 a. C. y el 18/7 a. C., mientras se desempeñaba como general hoplita (el magistrado principal de Atenas), Pammenes supervisó la construcción del Templo de la Diosa Romana y Augusto, justo al frente del Partenón, en la Acrópolis. Su inscripción dedicatoria (IG II 3 4 10) indica que también se convirtió en Sacerdote de la Diosa Roma y de Augusto el Salvador en la Acrópolis.
Pammenes mantuvo los vínculos tradicionales de su familia con Delos, donde ejerció como sacerdote del  Apolo Delio desde alrededor del 15 a. C. hasta al menos el 6 d. C. También fue gimnasiarca en la isla.

## Descendientes
Pammenes se casó con Fila, hija de Menneas de Flia (arconte de ca. 30 a. C.), y tuvieron dos hijos: Zenón, que fue sacerdote del Apolo Delio durante el reinado de Tiberio, y Pammenes, que se convirtió en uno de los exégetas del culto eleusino y fue honrado con una serie de estatuas en Eleusis.  Son los últimos miembros de la familia en disfrutar de una posición destacada en la política ateniense, pero pudo haber más descendientes, hasta el siglo II d. C.